# PostgreSQL
PostgreSQL (poznat i kao Postgres ili pgsql) je besplatan sustav za upravljanje bazama podataka otvorenog koda.
Sustav poštuje ACID principe pri izvođenju transakcija.
Sustav je proširljiv i drži se većine SQL:2011 standarda.
PostgreSQL je započeo 1986. kao dio POSTGRES-a kojeg je razvilo Sveučilište Kalifornije u Berkeleyu. Sada ga pored male osnovne ekipe razvija i podržava veliki broj tvrtki i pojedinaca.
Mnogi popularni online servisi koriste PostgreSQL za održavanje svojih glavnih relacijskih baza podataka, među kojima su Reddit, Skype, Instagram, The Guardian i drugi.